# БЧА Коростень
БЧА  — радянський український військовий футбольний клуб, який представляв місто Коростень Житомирська область.

## Історія
З моменту свого заснування виступав у регіональних футбольних турнірах. У 1938 році клуб повинен був стартувати у кубку СРСР. Але на поєдинок проти конотопського «Локомотива» коростенський колектив не з'явився й отримав технічну поразку. Після нападу німецьких військ на СРСР у 1941 році команду розформували.